# 金牛座分子雲
金牛座分子雲（通常縮寫為TMC-1）是位於金牛座和御夫座中的一個星際分子雲。這個星雲有一個包含數百顆新形成恆星的恆星形成區。金牛座分子雲距離地球只有140pc（430ly），這可能是距離地球最近的大型恆星形成區（本星系團恒星形成區域清單）。它在所有波長的恆星形成研究中都很重要。
它因含有許多複雜分子而引人注目，如氰基多炔烴 HC'n' N，n=3,5,7,9,，和累積多烯烴 碳烯H
2C
n，n = 3–6。。
金牛座分子雲過去被認為是古爾德帶的一部分，這是一個圍繞太陽系的大型結構。最近（2020年1月），金牛座分子雲被確認為更大的拉德克利夫波的一部分，這是銀河系本地臂中的一個波浪形結構。
這個星雲中新形成恆星的年齡為100-200萬年。金牛-御夫星協，它包含變星金牛T星的原型：金牛座T，是包含星協的星雲。許多年輕的恆星離地球很近，使其特別適合蒐索恆星周圍的原行星盤和系外行星，並在該星協中識別棕矮星。由於這些行星在紅外波長下發出明亮的光芒，該區域的成員適合對年輕的系外行星進行直接成像。
金牛-御夫星協與系外行星或星周盤的成員： 
- 金牛座HL：具有令人印象深刻細節的直接成像盤面
- 御夫座SU：星周盤
- 御夫座AB：星周盤和系外行星的迹象
- 金牛座CI：直接成像的星周盤，一顆已確認的系外行星和其它系外行星的迹象
- 金牛座V830：星周盤和一顆系外行星金牛座V830 b
- LkCa 15：直接成像的星周盤和一顆可能直接成像的系外行星LkCa 15 b
- 金牛座GG：星周盤
- 金牛座UX：星周盤
- 金牛座DH：系外行星金牛座DH b
- 金牛座DG B：與噴流相關的星周盤
- 金牛座V1298：四顆已確認的凌日系外行星[9][10]